# Jörgen Bemström
Jörgen Bemström, född 6 april 1974 i Södertälje, är en svensk före detta ishockeyspelare. 
Moderklubb Södertälje SK. Jörgen debuterade i Södertäljes A-lag hösten 1992 och gjorde sammanlagt 14 säsonger i A-laget vilket gör honom till en av klubbens mesta spelare genom tiderna. Han lämnade SSK för Luleå HF inför säsongen 1998/1999 och gick sedan till MODO Hockey säsongen  2000/2001. Återvände till Södertälje SK året därpå nio matcher in i Elitserien. Klubben trogen sedan dess fram tills karriären avslutades i december 2009 p.g.a. en handledsskada som inte vill läka ihop. Känd för sin fina skridskoåkning och fina arbetsmoral. Totalt spelade Bemström över 500 matcher i Elitserien och han har även spelat 9 A-landskamper. Bror till Stefan Bemström (Född 1972. Spelade även han i Södertälje SK)
Efter avslutad spelarkarriär tog Bemström plats som andretränare tillsammans med Peter Popovic och Stefan Larsson i Södertäljes bås men lämnade laget efter degraderingen till hockeyallsvenskan 2011. 
Säsongen 2012/2013 gjorde Jörgen Bemström comeback som tränare efter ett års uppehåll, nu som tränare för Järna SK:s P99 (U14). Detta lag tränade han under tre säsonger. Under den tiden hade laget en otrolig utveckling och i sitt sista år tillsammans med laget, säsong 2014/2015 ledde han laget i U16 SM-kval där man slog bland annat kvalserieettan AIK, men lyckades ändå inte ta sig vidare på grund av sämre målskillnad. Jörgen och Järna SK:s P99 lag tog vidare hela nio spelare till ett J18 Elit NIU ishockeygymnasium: Emil Bemström (Leksands IF), Axel Andersson (Djurgårdens IF), Dorian Donath Sanchez (Huddinge IK), Patrick Cotton (Mora IK - men valde USPHL och Boston Jr. Bruins), Gabriel Karlsson (Södertälje SK), Daniel Ohlsson (Södertälje SK), Kasper Sundqvist (Almtuna IS), Hugo Örtqvist (Södertälje SK) och Albin Andersson (BIK Karlskoga).
Därefter har tre av spelarna gått vidare till landslagsnivå, Emil Bemström (svenska U17,U18,U19 & U20 Landslaget)
Axel Andersson (svenska U16,U17 & U18 Landslaget)
Dorian Donath Sanchez (spanska U20 landslaget)
Emil Bemström Blev draftad till NHL av Colombus Blue Jackets i fjärde rundan #117 totalt draften 2017.
Efter säsongen 2015/2016 hade Jörgen Bemström ytterligare ett år utan tränarroll men tog 2016/2017 över Djurgårdens J18 där laget promenerade genom första serien och tog en enkel förstaplats (J18 Elit) med endast 4 tappade poäng på 22 matcher. I J18 Allsvenska blev det betydligt tuffare men man tog ändå en komfortabel andraplats, i slutspelet åkte man dock lite chockartat ut redan i kvartsfinalen. 
Jörgen Bemström har avancerat en nivå och kommer under säsongen  2017/2018 att vara Huvudtränare för Djurgårdens J20.